# ピアノ・レッスン (2024年の映画)
『ピアノ・レッスン』（原題:The Piano Lesson）は2024年に配信されたアメリカ合衆国のドラマ映画である。監督はマルコム・ワシントン、主演はジョン・デヴィッド・ワシントンが務めた。本作はワシントンの長編映画監督デビュー作であり、オーガスト・ウィルソンが1987年に発表した戯曲『The Piano Lesson』を原作としている。1993年の映画『ピアノ・レッスン』とは無関係。

## 概略
1930年代のピッツバーグ。ボーイ・ウィリーは姉のバーニースの下を訪れた。土地を買って農場主になろうとするウィリーは、先祖伝来のピアノを売却して購入資金の一部に当てようとしていたのである。しかし、バーニースは「一族の魂を売り飛ばす気か」と猛反対し、聞く耳すら持とうとしなかった。
本作はそんな2人が一族の過去と真に向き合うまでを描き出していく。

## キャスト
※括弧内は日本語吹替。
- ボーイ・ウィリー：ジョン・デヴィッド・ワシントン※（櫻井トオル）
- ドーカー：サミュエル・L・ジャクソン※（江原正士）
- バーニース：ダニエル・デッドワイラー（佐古真弓）
- ライモン：レイ・フィッシャー※（鶴岡聡）
- エイヴリー：コーリー・ホーキンズ（星智也）
- ウィニング・ボーイ：マイケル・ポッツ※（斎藤志郎）
- マレサ：スカイラー・アレース・スミス（酒井ほのか）
- ボーイ・チャールズ：ステファン・ジェームズ
- ルシル：エリカ・バドゥ
- ウィリー・ボーイ：マリック・J・アリ
- グレース：ジェリカ・ヒントン
- ドリー：ゲイル・ビーン
- ママ・オラ：ポーレッタ・ワシントン
  - 若い頃のママ・オラ：オリヴィア・ワシントン

なお、※がついた4人は原作となる戯曲が2022年にブロードウェイで再演された際、同じ役を演じていた。

## 製作・音楽
2023年4月13日、ジョン・デヴィッド・ワシントン、サミュエル・L・ジャクソン、ダニエル・デッドワイラー、レイ・フィッシャー、マイケル・ポッツ、コーリー・ホーキンズが本作に出演することになったと報じられた。5月30日、エリカ・バドゥが本作にカメオ出演するとの報道があった。6月、その他の主要キャストが発表された。
2024年7月8日、アレクサンドル・デスプラが本作で使用される楽曲を手掛けるとの報道があった。11月15日、本作のサウンドトラックが発売された。

## 公開・マーケティング
2024年8月21日、本作のオフィシャル・トレイラーが公開された。31日、本作はテルライド映画祭でプレミア上映された。9月10日、本作は第49回トロント国際映画祭で上映された。11月19日、オフィシャル・トレイラー第2弾が公開された。

## 評価
本作は批評家から高く評価されている。映画批評集積サイトのRotten Tomatoesには117件のレビューがあり、批評家支持率は89%、平均点は10点満点で7.3点となっている。サイト側による批評家の見解の要約は「『ピアノ・レッスン』は感情が激しくぶつかり合う南部ゴシックであり、素晴らしいキャストのお陰もあって、オーガスト・ウィルソンの言葉を鮮やかに映画化できた。」となっている。また、Metacriticには38件のレビューがあり、加重平均値は69/100となっている。